# امریکن آیدل
امریکن آیدل (انگلیسی: American Idol) برنامه‌ای تلویزیونی، محصول شبکه تلویزیونی فاکس آمریکا و به سازندگی سایمون فولر است. این برنامه در یازده ژوئن ۲۰۰۲ به منظور جستجوی ستاره جدید موسیقی آغاز شد و تاکنون به عنوان یکی از برنامه‌های پرمخاطب ادامه دارد. و بر پایه رتبه‌بندی «نیلسن» از سال ۲۰۰۲ تاکنون، یکی از محبوب‌ترین برنامه‌ها در تاریخ تلویزیون ایالات متحده محسوب می‌شود. هدف این برنامه کشف بهترین خواننده در این کشور بر پایه رای بینندگان است. برندگان این برنامه توسط مردم و از طریق تلفن، اینترنت و پیام کوتاه انتخاب می‌شوند. تاکنون که دوازده دوره از این برنامه گذشته‌است برندگان به ترتیب: کلی کلارکسون، روبن استودارد، فانتازیا بارینو، کری آندروود، تیلور هیکس، جردین اسپارکس، دیوید کوک، کریس آلن، لی دوایز، اسکاتی مک‌کریری فیلیپ فیلیپس، کندیس گلاور، کیلب جانسون نیک فرادیانی و مدی پاپی (برنده ۲۰۱۸) و نوا تامپسون (برنده ۲۰۲۲) بوده‌اند.
در این برنامه همواره سه تا چهار داور در هر دوره حضور دارند، که از مهم‌ترین آن‌ها می‌توان به رندی جکسون، کیتی پری اشاره کرد. کیتی پری رکورد بیشترین دستمزد برای یک داور را در سال ۲۰۱۸ با مبلغ ۲۵ میلیون دلار در دست دارد. همچنین پائولا عبدل، سایمون کاول، کارا دیوگواردی، الن دی‌جنرس و جنیفر لوپز و استیون تایلر نیز در دوره‌هایی به عنوان داور حضور داشتند.

## تاریخچه
تاریخچه شکل‌گیری امریکن آیدل به زمان تشکیل مسابقات پاپ آیدل انگلستان برمی‌گردد. که به نوبه خود الهام گرفته شده توسط پاپ استارز بوده‌است. بدین وسیله با استفاده از این ایده از پاپ استارز هیئتی از داوران و خوانندگان آزمایشی به استخدام درآمدند. سپس با اضافه کردن عناصر دیگر مانند رای‌گیری تلفن‌های عمومی توسط رای مردم (که در آن زمان مسابقات آواز یوروویژن از این روش استفاده می‌کرد) این برنامه وارد مرحلهٔ جدیدی شد. سایمون فولر در سال ۲۰۰۱ در طی ایجاد پاپ آیدل در بریتانیا به عنوان تهیه‌کننده و سایمون کاول به عنوان یکی از قضات و داوران، به موفقیت‌های بزرگ تجاری دست یافتند.
سایمون فولر و سایمون کاول در سال ۲۰۰۱ اقدام به فروش حق پخش «امریکن آیدل» به ایالات متحده کردند، اما این ایده با پاسخ منفی از شبکه‌های تلویزیونی آمریکا مواجهه شد با این وجود روپرت مرداک، رئیس مادر شرکت رسانه‌ای فاکس در آن زمان، توسط دخترش «الیزابت»، برای خرید این برنامه قانع شد. دختر او «الیزابت» در آن زمان از طرف‌داران نسخهٔ بریتانیایی آن زمان (پاپ آیدل) بود.

## داوران
- رندی جکسون (فصل ۱ - فصل ۱۲)
- ماریا کری (فصل ۱۲)
- نیکی میناژ (فصل ۱۲)
- کیث اربن (فصل ۱۲–۱۵)
- هری کانیک جونیور (فصل ۱۳–۱۵)
- پائولا عبدل (فصل۱–۸)
- سایمون کاول (فصل۱–۹)
- کارا دیوگواردی (فصل۸–۹)
- الن دی‌جنرس (فصل۹)
- جنیفر لوپز (فصل۱۰−۱۱)
- استیون تایلر (فصل۱۰−۱۱)
- لوک برایان (فصل۱۶)
- لاینل ریچی (فصل۱۶)
- کیتی پری (فصل۱۶)

## افتخارات افراد شرکت‌کننده

لوگوی سابق امریکن آیدل از سال ۲۰۰۲ تا ۲۰۰۸.

| نام شرکت‌کننده و دوره شرکت            | جایزه موسیقی آمریکا | جایزه موسیقی بیلبورد | جایزه گرمی | جایزه اسکار | دیگر جوایز |
| ------------------------------------ | ------------------- | -------------------- | ---------- | ----------- | ---------- |
| کلی کلارکسون (برنده دوره اول)        | ۴                   | ۱۲                   | ۲          | ۰           | ۰          |
| کلی آیکن (مقام دوم در دوره دوم)      | ۱                   | ۴                    | ۰          | ۲           | ۰          |
| فانتازیا بارینو (برنده دوره سوم)     | ۰                   | ۳                    | ۰          | ۰           | ۰          |
| جنیفر هادسون (مقام هفتم در دوره سوم) | ۰                   | ۰                    | ۱          | ۱           | ۰          |
| کری آندروود (برنده دوره چهارم)       | ۶                   | ۱۶                   | ۵          | ۰           | ۵۰         |
| کریس داچری (مقام چهارم در دوره پنجم) | ۴                   | ۶                    | ۰          | ۰           | ۰          |
| جردین اسپارکس (برنده دوره ششم)       | ۱                   | ۰                    | ۰          | ۰           | ۰          |
| دیوید کوک (برنده دوره هفتم)          | ۰                   | ۰                    | ۰          | ۰           | ۴          |
| کریس آلن (برنده دوره هشتم)           | ۰                   | ۰                    | ۰          | ۰           | ۰          |
| آدام لمبرت (مقام دوم دوره هشتم)      | 0                   | 4                    | ۰          | ۰           | 24         |
| لی دوایز (برنده دوره نهم)            | ۰                   | ۰                    | ۰          | ۰           | ۱          |
| اسکاتی مک‌کریری (برنده دوره دهم)      | ۰                   | ۰                    | ۰          | ۰           | ۳          |
| فیلیپ فیلیپس (برنده دوره یازدهم)     |                     |                      |            |             | ۰          |

## آیدل گیوز بک

لوگوی مؤسسه آیدل گیوز بک

«آیدل گیوز بک» یک رویداد ویژه خیریه‌ای است، که برای کمک به کودکان محروم در سراسر جهان زیر نظر برنامه امریکن آیدل، و در فصل ششم تأسیس شد. این مؤسسه توسط افراد مشهور و افراد مختلف برای جمع‌آوری پول حمایت می‌شود. این رویداد در فصل هفت و نه نیز برگزار شد، و در مجموع نزدیک به ۱۸۵ میلیون دلار برای کودکان محروم جمع‌آوری شد.